# Arieșeni
Arieșeni (Hongaars: Lepus) is een gemeente in het Roemeense district Alba, een district in de regio Transsylvanië in het westen van Roemenië.
Arieșeni is genoemd naar de Arieș, de rivier die door de gemeente stroomt. Het gebied wordt geheel omgeven door het Apusenigebergte.
De gemeente bestaat uit achttien dorpen: Arieșeni, Avrămești, Bubești, Casa de Piatră, Cobleș, Dealu Bajului, Fața Cristesei, Fața Lăpușului, Galbena, Hodobana, Izlaz, Păntești, Pătrăhăițești, Poienița, Ravicești, Ștei-Arieșeni, Sturu en Vanvucești. Arieșeni zelf telt nog geen 100 inwoners.

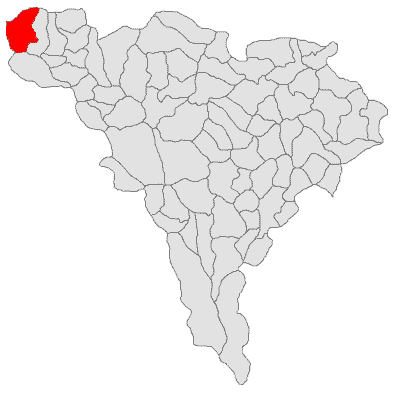
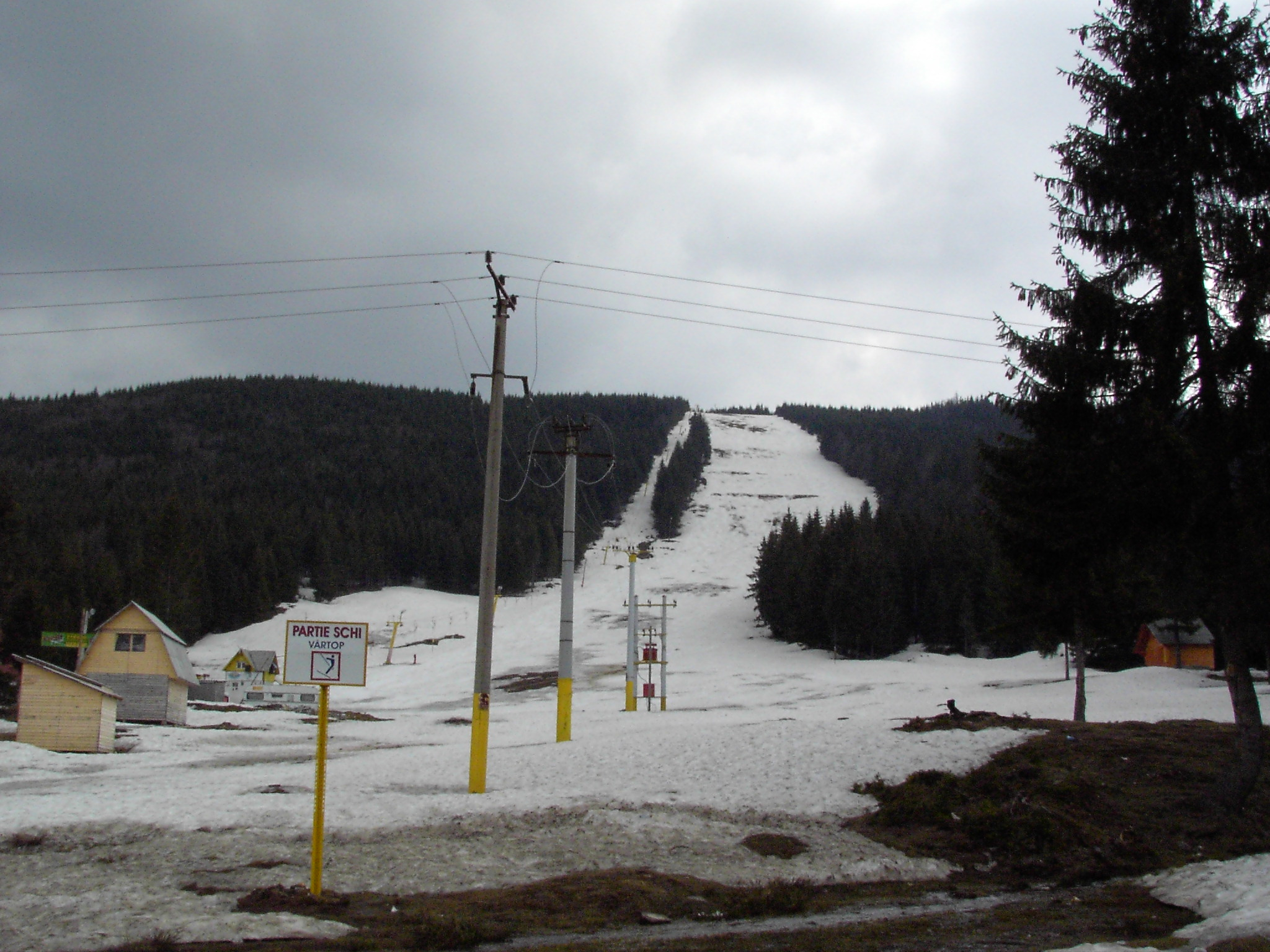
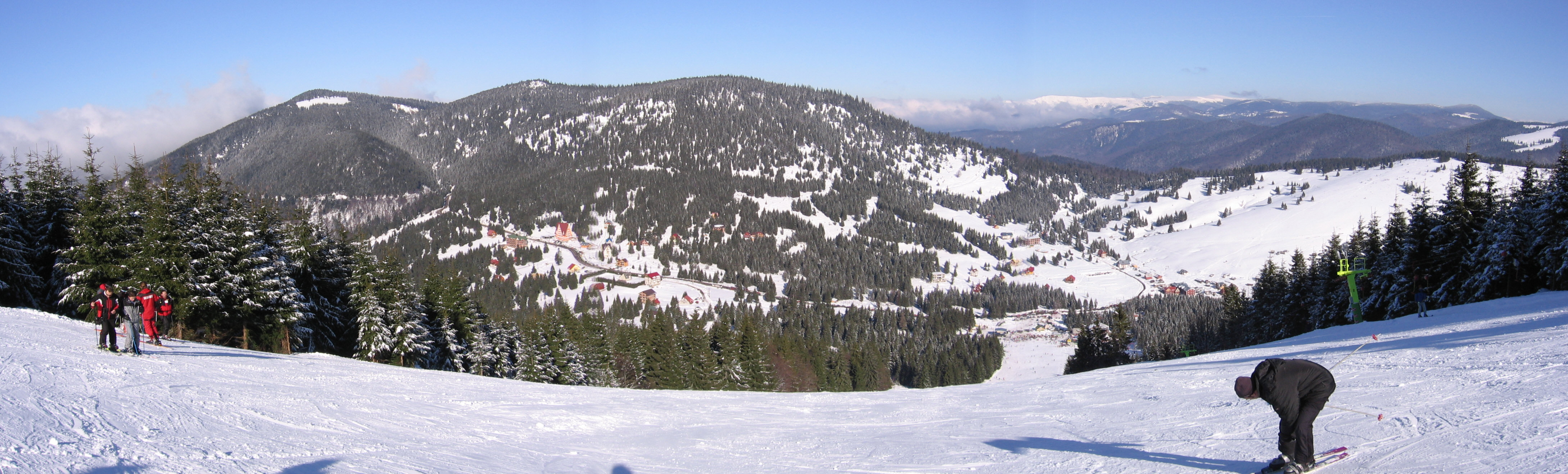
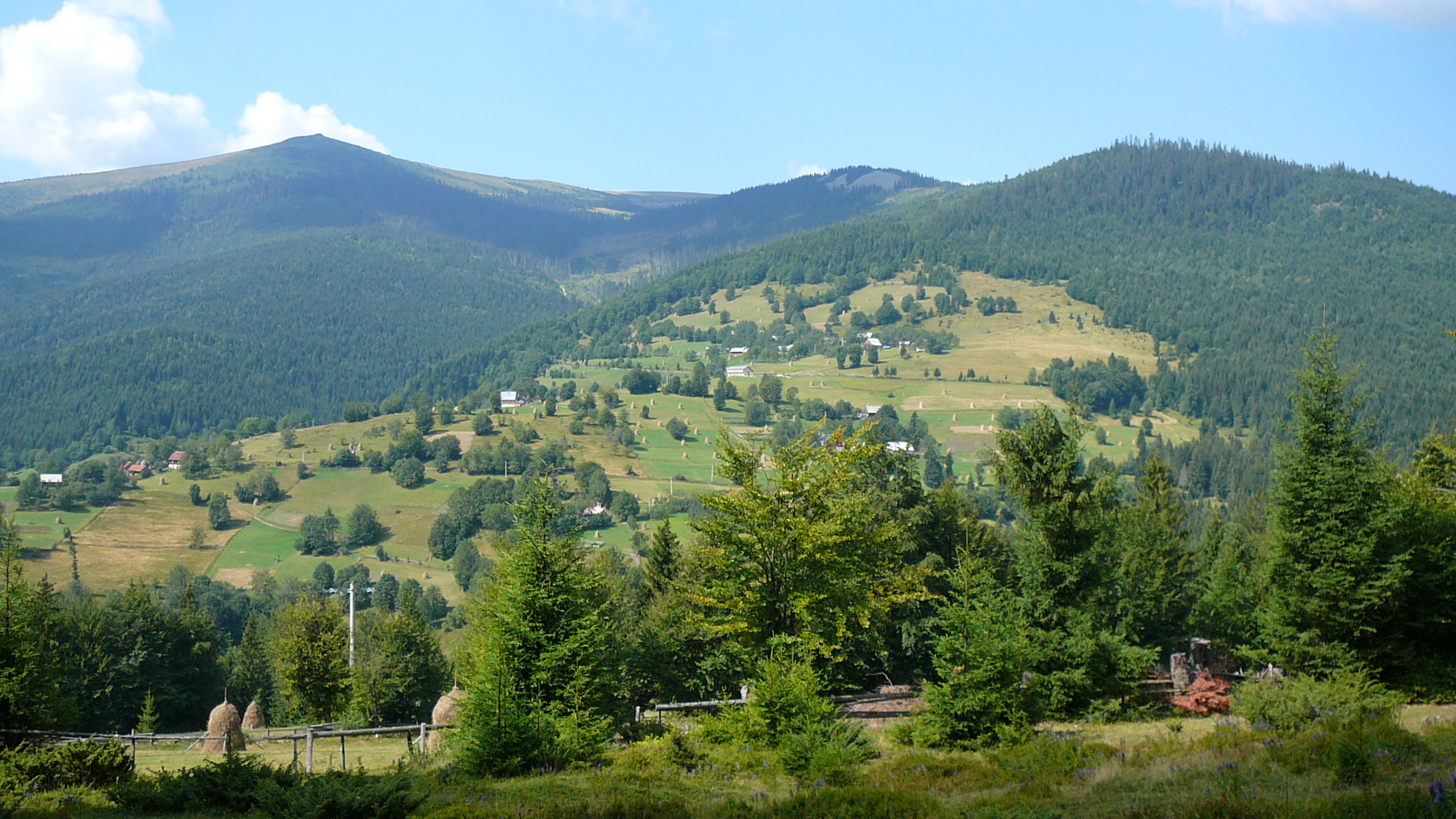

Steden met gemeentestatus: Alba Iulia · Aiud · Blaj · Sebeș

Steden zonder gemeentestatus: Abrud · Baia de Arieș · Câmpeni · Cugir · Ocna Mureș · Teiuș · Zlatna

Gemeenten: Albac · Almaşu Mare · Arieșeni · Avram Iancu · Berghin · Bistra · Blandiana · Bucium · Câlnic · Cenade · Cergău · Ceru-Băcăinți · Cetatea de Baltă · Ciugud · Ciuruleasa · Crăciunelu de Jos · Cricău · Cut · Daia Română · Doștat · Fărău · Galda de Jos · Gârda de Sus · Gârbova · Hopârta · Horea · Ighiu · Întregalde · Jidvei · Livezile · Lupșa · Lopadea Nouă · Lunca Mureșului · Meteș · Mihalț · Mirăslău · Mogoș · Noșlac · Ocoliș · Ohaba · Pianu · Poiana Vadului · Ponor · Poșaga · Rădești · Râmeț · Rimetea · Roșia de Secaș · Roșia Montană · Sălciua · Săliștea · Sâncel · Săsciori · Sântimbru · Scărișoara · Stremț · Șibot · Sohodol · Șpring · Șugag · Șona · Unirea · Vadu Moților · Valea Lungă · Vidra · Vințu de Jos